# 詹姆士·柯維立
詹姆斯·斯宾塞·克莱弗利爵士中校閣下，TD，VR，MP（1969年9月4日—），英国保守黨籍政治人物、英國陸軍預備役部隊軍官，曾任外交及聯邦事務大臣、內政大臣。
詹姆斯·克莱弗利目前是布倫特里的下議員。2008年至2016年間，他是倫敦議會貝克斯利與布倫來的議員。他在2015年大選中首度當選，並在2017年臨時大選中再度當選。2022年7月7日出任教育大臣。2022年9月6日起在特拉斯内阁中担任外交、联邦和发展事务大臣，為英國史上首位非裔外相；並於10月25日辛偉誠接任首相後留任該職。2023年11月13日，轉任內政大臣。2024年7月8日，保守黨於大選落敗後，他便成為影子內政大臣並角逐下任保守黨黨魁。

## 外部連結
- James Cleverly's blog
- 英国的個人檔案
- 公鞭記載的投票紀錄
- TheyWorkForYou記載的紀錄
- C-SPAN內的頁面（英文）

| 官衔                           | 官衔                                        | 官衔                       |
| ------------------------------ | ------------------------------------------- | -------------------------- |
| 前任者： 鮑伯·尼爾             | 倫敦議會議員 貝克斯利與布倫來選區 2008–2016 | 繼任者： 蓋瑞斯·貝肯       |
| 民事職務                       |                                             |                            |
| 前任者： 布萊恩·柯爾曼         | 倫敦消防與應急規劃局主席 2012–2016          | 繼任者： 費歐納·特懷克羅斯 |
| 大不列颠及北爱尔兰联合王国国会 |                                             |                            |
| 前任者： 布魯克斯·紐瑪克       | 英国下议院下議員 布倫特里選區 2015年至今    | 現任                       |